# 십칠조협의

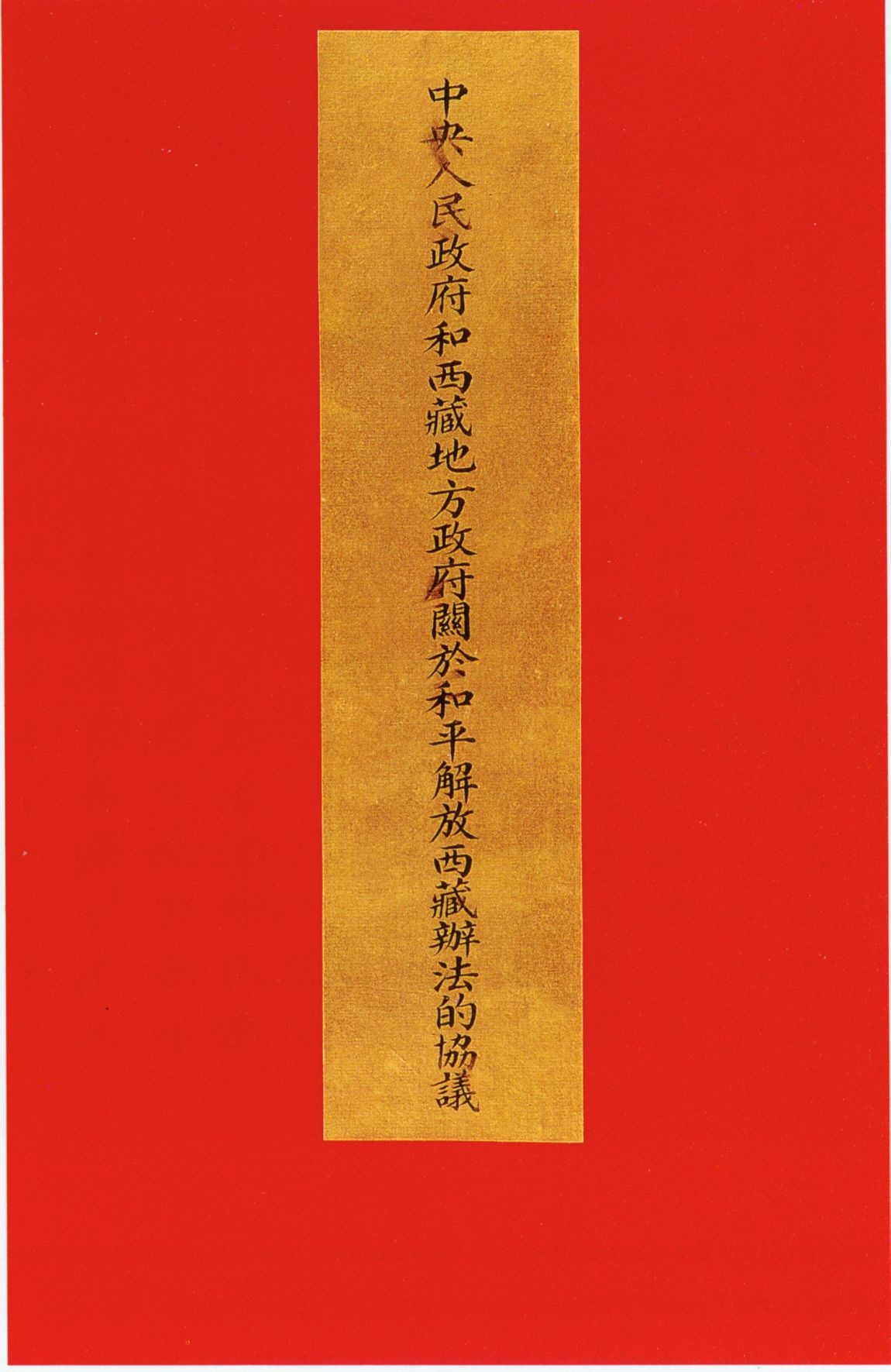
십칠조협의

십칠조협의(중국어 간체자: 十七条协议, 정체자: 十七條協議) 또는 중앙 인민 정부와 티베트 지방 정부의 평화적인 티베트 해방에 관한 법적 협의(중국어 간체자: 中央人民政府和西藏地方政府关于和平解放西藏办法的协议, 병음: 中央人民政府和西藏地方政府關於和平解放西藏辦法的協議)는 1951년 5월 23일 중화인민공화국과 티베트 양측이 베이징시에서 체결한 조약이다. 중화인민공화국의 마오쩌둥, 티베트의 아푀 아왕직메가 서명했으며 중화인민공화국과 티베트 양측의 정치적 관계와 티베트의 자치권 보장, 종교적 자유 인정 등의 내용을 담고 있다.
1951년 10월 24일 제14대 달라이 라마는 마오쩌둥과 중앙 인민 정부에 십칠조협의의 준수를 요구하는 내용의 전보를 보냈지만 1959년 인도로 망명하여 티베트 망명 정부를 수립하는 한편 십칠조협의의 파기를 선포하게 된다.

## 관련 사진

1951년 5월 24일에 촬영된 마오쩌둥, 아푀 아왕직메의 모습
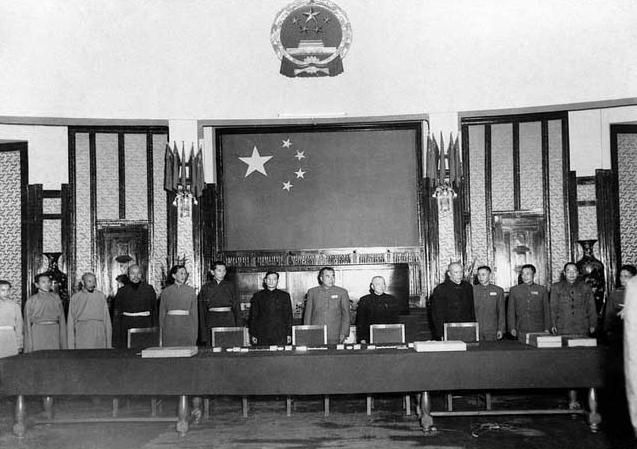
1951년 5월 23일에 열린 십칠조협의 서명식

## 같이 보기
- 중화인민공화국의 티베트 합병
- 창두 전투
- 티베트 독립운동
- 1959년 티베트 봉기